# 象徴としてのお務めについての天皇陛下のおことば

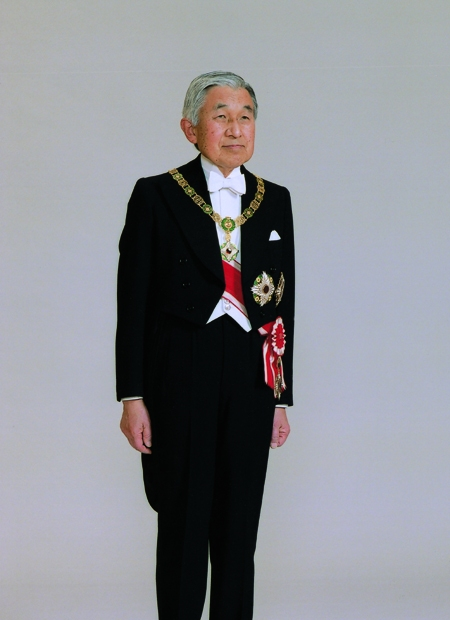
明仁（天皇在位中撮影）

象徴としてのお務めについての天皇陛下のおことば（しょうちょうとしてのおつとめについてのてんのうへいかのおことば）とは、2016年（平成28年）8月8日15時、第125代天皇の明仁が日本国民向けに発した「おことば」であり、自身の加齢に伴い職務困難となりつつあることを案じたものである。
本項では便宜上宮内庁ウェブサイトに掲載されたタイトルを用いる。

## 概説
2016年7月13日にNHKが『NHKニュース7』（NHK総合テレビ）冒頭において「天皇が数年内の生前退位（当時の皇太子徳仁親王への譲位）の意向を示していることが宮内庁関係者への取材で分かった」とスクープした。宮内庁側は、（報道されたようなことは）「あり得ない」「事実とは異なる」等といったように否定をしたが、5月半ばから風岡典之宮内庁長官や河相周夫侍従長らの会合で検討が進められてきていたとされ、8月4日に天皇自身による「おことば」が放送されることが発表された。
7日に皇居宮殿・表御座所（執務棟）において皇后美智子の立ち合いの下、「おことば」の朗読を収録し、翌8日15時をもって解禁、地上波テレビ各局で急遽編成された特別番組内で放送された。
「おことば」の中で天皇は「憲法上の制約により、具体的な制度についての言及は避ける」と述べていたが、放送に至る経緯もあり「加齢による体力の低下から、象徴としての職務を勤め続けることが困難になりつつあり、そのため、生前退位の意向をにじませる」と報道される。そのほか、「おことば」では摂政を置くことには否定的であり、身体不良時の社会の自粛傾向や長期の葬儀関連行事による負担にも触れられており、それらも含め、象徴天皇の務めに対する国民の理解を求めている。

### 備考
- 天皇の生前退位（現天皇の退位および次期皇位継承者への譲位）は 江戸時代後期にあたる1817年5月7日（旧暦：文化14年3月22日）の光格天皇（仁孝天皇への譲位）以来行われていなかった[9]。現行の「皇室典範」には天皇が退位する規定はなく、既存の君主制にも倣い、天皇は即位したら崩御（死去）するまで天皇の位にある「終身制」が採用されているため、生前退位を実現するには皇室典範の改正や特別法の制定などの法整備が必要である[信頼性要検証][10][7][8]。しかしながら、日本国憲法では「天皇は国政に関する一切の権能を有さない」（第4条）と規定されているため、天皇が退位の意向を明確にし、法整備を求めることは憲法に違反する懸念があった[10]。
- 第125代天皇明仁が国民を対象とした「おことば」を発表したのは、2011年（平成23年）の「東北地方太平洋沖地震に関する天皇陛下のおことば」に続いて2回目[11]。宮内庁関係者は、ビデオメッセージという形式を選択した理由について「天皇陛下のお気持ちを国民に分かりやすく正確に伝える」ためとしている[10]。発表後、宮内庁ウェブサイトに英語訳（Message from His Majesty The Emperor）を含めた全文が掲載され、ビデオメッセージも公開された[1]。
- 同年12月23日の83歳の天皇誕生日に伴う記者会見で天皇は「多くの人々が耳を傾け、親身に考えてくれている」と感謝の意を示し、おことばを「内閣とも相談しながら表明した」と述べた[12]。
- 公表当時に前宮内庁長官だった羽毛田信吾によると、「6年前の平成22年（2010年）の『参与会議』の席で、すでに第125代天皇の『譲位』についての議論は始まっていた」という[13]。
- 天皇自身によるビデオメッセージによる公表という具体的案に関しては、2016年5月半ばから風岡典之宮内庁長官や河相周夫侍従長らの会合で検討が進められてきたとされる[14]。

## 経緯
- 2016年（平成28年）
  - 7月13日 - 『NHKニュース7』が「今上天皇（公式呼称は、天皇陛下）が数年内の生前退位の意向を示していることが宮内庁関係者への取材で分かった」と報道[15][16]。しかし宮内庁側は、（報道されたようなことは）「あり得ない」「事実とは異なる」等と否定する[2][3]。
  - 8月4日 - 「生前退位」に関する気持ちを自身が述べた映像を録画し、8月8日にテレビ放送・インターネットを通じて発表されることが判明[3]。
  - 8月8日 - 15時にビデオメッセージを公表、テレビ放送された[17]。
  - 9月23日 - 内閣官房を事務局とする「天皇の公務の負担軽減等に関する有識者会議」の開催を決定[18]。詳細は同項目記事参照。
  - 10月1日 - 西ヶ廣渉宮務主管が退任。同年7月13日の報道の情報元と特定され官邸により更迭されたと一部報道で報じられる[19][20]。
- 2017年（平成29年）
  - 6月16日 - 「天皇の退位等に関する皇室典範特例法」制定。詳細は同項目記事参照。

## 社会の反応
- 皇室とも関係が深い王室のあるイギリスでは、BBCが8日に「天皇の気持ち」や「皇室典範の改正問題」に触れながら「生前退位の意思を表明」などと速報し、関心の高さを示した。また、生前退位に理解を示す専門家もいた[21]。
- 学習院初等科からの同級生で経済学者の関根友彦（元ヨーク大学教授）は、毎日新聞の取材に対し「私を含め同窓生はみな、仕事を辞めて引退しているのに、陛下だけ忙しく公務を続けているので、心苦しく思っていた」とした。また、「『おことば』の数か月前に行われた初等科の同窓会では、参加者皆で『陛下が一番お元気なのではないか』と話していた」という[22]。
- 日本国憲法第4条第1項は、「天皇は、この憲法の定める国事に関する行為のみを行ひ、国政に関する権能を有しない」と規定しており、「『おことば』を受けての法改正は、天皇の政治関与を禁じた憲法の象徴天皇の規定の趣旨から逸脱する」という専門家の指摘がある[23]。